# سیارک ۲۸۲۷
سیارک ۲۸۲۷ (به انگلیسی: 2827 Vellamo، نامگذاری:1942CC) دو هزار و هشتصد و بیست و هفتمین سیارک کشف شده‌است که در ۱۱ فوریه ۱۹۴۲ کشف شد.
قدر مطلق سیارک برابر ۱۲٫۰۰ است.